# Aronskelkfamilie
De aronskelkfamilie (Araceae) zijn eenzaadlobbige planten. Ze zijn opvallend, en daarmee populair, door hun bloeiwijze. De bloemen zelf zijn onooglijk en zijn verzameld op een vlezige aar (spadix), maar het begeleide schutblad (spatha) is vaak aantrekkelijk gekleurd (of spierwit) en trekt dan sterk de aandacht. Deze familie bestaat uit enkele duizenden soorten die voorkomen in de tropen (Oude en Nieuwe Wereld) en noordelijke gematigde klimaatgebieden.
Opvallend voor deze eenzaadlobbigen is dat het blad niet parallelnervig is.
Het in het Cronquist-systeem hier geplaatste geslacht Acorus is in de APG II-classificatie naar een aparte familie, de kalmoesfamilie (Acoraceae) overgebracht, die zelfs niet in dezelfde orde valt. Daarentegen is de eendenkroosfamilie (Lemnaceae) opgeheven: de planten zijn nu hier ingevoegd.
Geïnteresseerden in de aronskelkfamilie kunnen lid worden van de International Aroid Society.

## Nederland
In Nederland komen van nature tien soorten voor, plus de twee exoten moeraslantaarn en watersla, die verwilderen:
- Gevlekte aronskelk (Arum maculatum)
- Italiaanse aronskelk (Arum italicum)
- Slangenwortel (Calla palustris)
- Bultkroos (Lemna gibba)
- Klein kroos (Lemna minor)
- Dwergkroos (Lemna minuta)
- Knopkroos (Lemna turionifera)
- Puntkroos (Lemna trisulca)
- Moeraslantaarn (Lysichiton americanus)
- Watersla (Pistia stratiotes)
- Veelwortelig kroos (Spirodela polyrrhiza)
- Wortelloos kroos (Wolffia arrhiza)

## Suriname
In Suriname komt onder andere voor:
- Mokomoko (Montrichardia arborescens)

## Overig
De volgende geslachten worden behandeld in Wikipedia:
- Alocasie (Alocasia macrorrhiza)
- Amorphophallus, met
  - Amorphophallus bulbifer
  - Amorphophallus konjac, konjak
  - Amorphophallus paeoniifolius, olifantenyam
  - Amorphophallus titanum, reuzenaronskelk
- Anthurium, met
  - Anthurium scherzerianum, flamingoplant
  - Anthurium andraeanum, lakanthurium
- Arum, geslacht Aronskelk
  - Arum dioscoridis
- Calla
- Dieffenbachia
- Epipremnum
  - Epipremnum aureum, drakenklimop
- Lemna, geslacht Kroos
- Wolffia

Overige soorten die behandeld worden:
- Gekapperde kalfsvoet (Arisarum vulgare)
- Taro (Colocasia esculenta)
- Drakenwortel (Dracunculus vulgaris)
- Gatenplant (Monstera deliciosa)
- Tayer (Xanthosoma sagittifolium)
- Witte aronskelk (Zantedeschia aethiopica)

Overige geslachten:
Aglaodorum, Aglaonema, Alloschemone, Alocasia, Ambrosina, Amydrium, Anadendrum, Anaphyllopsis, Anaphyllum, Anchomanes, Anubias, Aridarum, Ariopsis, Arisaema, Arisarum, Arophyton, Asterostigma, Biarum, Bognera, Bucephalandra, Caladium, Callopsis, Carlephyton, Cercestis, Chlorospatha, Colletogyne, Colocasia, Cryptocoryne, Culcasia, Cyrtosperma, Dracontioides, Dracontium, Dracunculus, Eminium, Epipremnum, Filarum, Furtodoa, Gearum, Gonatanthus, Gonatopus, Gorgonidium, Gymnostachys, Hapaline, Helicodiceros, Heteroaridarum, Heteropsis, Holochlamys, Homalomena, Hottarum, Jasarum, Lagenandra, Lasia, Lasimorpha, Lysichiton, Mangonia, Montrichardia, Nephthytis, Orontium, Pedicellarum, Peltandra, Philodendron, Phymatarum, Pinellia, Piptospatha, Podolasia, Pothoidium, Protarum, Pseudodracontium, Pseudohydrosme, Pycnospatha, Remusatia, Raphidophora, Rhodospatha, Sauromatum, Scaphispatha, Schismatoglottis, Scindapsus, Spathantheum, Spathicarpa, Spathiphyllum, Stenospermation, Steudnera, Stylochaeton, Symplocarpus, Synandrospadix, Syngonium, Taccarum, Theriophonum, Typhonium, Typhonodorum, Ulearum, Urospatha, Urospathella, Xanthosoma, Zamiculcas, Zantedeschia, Zomicarpa, Zomicarpella